# Heartbeat (Curtis Mayfield)
Heartbeat è un album in studio del cantante statunitense Curtis Mayfield, pubblicato nel 1979.

## Tracce
1. Tell Me, Tell Me (How Ya Like to be Loved) – 6:24 (Mayfield)
2. What is My Woman For? – 7:17 (Bunny Sigler)
3. Between You Baby and Me – 4:43 (Mayfield)
4. Victory – 3:18 (Mayfield)
5. Over The Hump – 5:15 (Sigler)
6. You Better Stop – 6:51 (Sigler)
7. You're So Good to Me – 6:54 (Mayfield, Gil Askey, Keni Burke)
8. Heartbeat – 4:23 (Mayfield, Askey)
9. Tomorrow Night for Sure (bonus track CD) – 4:35 (Mayfield)